# Port lotniczy Pusan-Kimhae
Port lotniczy Pusan-Kimhae (IATA: PUS, ICAO: RKPK) – międzynarodowy port lotniczy położony 20 km na zachód od Pusan, w Korei Południowej. Port lotniczy Pusan-Kimhae jest głównym węzłem Air Busan. Pas startowy 18L/36R jest używany wyłącznie do celów wojskowych, ale ze względu na zwiększenie ruchu, są plany, aby otworzyć ją jako pas startowy dla samolotów.
Port lotniczy położony jest wśród wzgórz, co uniemożliwia jego rozbudowę. W 2022 rząd podjął decyzję o budowie nowego lotniska na wyspie Gadeokdo do grudnia 2029. Drogi startowe będą zbudowane na morzu, podczas gdy budynek terminala znajdzie się na lądzie.

## Linie lotnicze i połączenia
Port lotniczy w Pusanie obsługiwany jest przez 18 linii lotniczych, które oferują bezpośrednie połączenia do 42 portów lotniczych w 13 państwach regionu Azji Wschodniej i Południowo-Wschodniej:
| Linia lotnicza          | Kierunek |
| ----------------------- | --- |
| Air Busan               | 1. Bangkok-Suvarnabhumi 2. Czedżu 3. Đà Nẵng 4. Denpasar 5. Fukuoka 6. Haikou 7. Hongkong 8. Jinan 9. Kalibo 10. Kaohsiung 11. Kota Kinabalu 12. Makau 13. Matsuyama 14. Nha Trang 15. Osaka-Kansai 16. Qingdao 17. Sanya 18. Sapporo-Chitose 19. Seul-Gimpo 20. Tajpej-Taoyuan 21. Tagbilaran 22. Tokio-Narita 23. Ułan Bator 24. Wientian 25. Xi'an 26. Yanji 27. Zhangjiajie |
| Air China               | 1. Pekin |
| China Airlines          | 1. Tajpej-Taoyuan |
| China Eastern Airlines  | 1. Szanghaj-Pudong |
| China Southern Airlines | 1. Shenyang |
| Eastar Jet              | 1. Czedżu |
| HK Express              | 1. Hongkong |
| Jeju Air                | 1. Bangkok-Suvarnabhumi 2. Cebu 3. Đà Nẵng 4. Fukuoka 5. Czedżu 6. Kota Kinabalu 7. Osaka-Kansai 8. Seul-Gimpo 9. Shijiazhuang 10. Singapur 11. Tagbilaran 12. Tajpej-Taoyuan 13. Tokio-Narita 14. Ułan Bator 15. Zhangjiajie |
| Jin Air                 | 1. Bangkok-Suvarnabhumi 2. Cebu 3. Clark 4. Czedżu 5. Đà Nẵng 6. Fukuoka 7. Guam 8. Nagoja 9. Naha 10. Nha Trang 11. Osaka-Kansai 12. Sapporo-Chitose 13. Seul-Gimpo 14. Tajpej-Taoyuan 15. Tokio-Narita |
| Korean Air              | 1. Bangkok-Suvarnabhumi 2. Czedżu 3. Fukuoka 4. Nagoja 5. Pekin 6. Qingdao 7. Seul-Gimpo 8. Seul-Inczon 9. Szanghaj-Pudong 10. Tajpej-Taoyuan 11. Tokio-Narita |
| MIAT Mongolian Airlines | 1. Ułan Bator |
| Philippine Airlines     | 1. Manila |
| Shanghai Airlines       | 1. Szanghaj-Pudong |
| Singapore Airlines      | 1. Singapur |
| Tigerair Taiwan         | 1. Tajpej-Taoyuan |
| T'way Air               | 1. Nha Trang 2. Osaka-Kansai |
| VietJet Air             | 1. Đà Nẵng 2. Hanoi 3. Ho Chi Minh 4. Nha Trang 5. Phú Quốc |
| Vietnam Airlines        | 1. Hanoi 2. Ho Chi Minh |

## Transport
Linia Busan-Gimhae Light Rail Transit łączy lotnisko z siecią metra i centrum Kimhae.